# Исмайли, Ардиан
Ардиан Ильми Исмайли (алб. Ardian Ilmi Ismajli; 30 сентября 1996, Маяц) — албанский футболист, защитник итальянского клуба «Эмполи» и национальной сборной Албании.

## Клубная карьера
Ардиан Исмайли — воспитанник косовского клуба «2 Коррику» из Приштины, выступавшего в Первой лиге Косово. В главной его команде он дебютировал во второй половине сезона 2013/2014. В середине 2015 года Исмайли был отдан на один сезон в аренду клубу косовской Суперлиги «Приштина».
После окончания контракта с «2 Коррику» в феврале 2016 года Исмайли заключил соглашение сроком на три с половиной года с хорватским «Хайдуком» из Сплита. Первоначально он выступал за его резервную команду в хорватской Третьей лиге. 14 мая 2016 года албанец дебютировал в хорватской Первой лиге, в матче с «Загребом», отыграв на позиции центрального защитника все 90 минут.
В сезоне 2016/2017, когда команду тренировал Марьян Пушник, Исмайли стал игроком основного состава. Он забил свой первый гол за «Хайдук» 21 августа 2016 года в проигранном (2:4) домашнем матче с «Риекой».  

## Карьера в сборной
2 октября 2016 года Исмайли получил вызов из сборной Косово для участия в отборочные матчах чемпионата мира по футболу 2018 года с командами Хорватии и Украины. Но за день до отбытия в национальную команду он получил травму во время дерби между загребским «Динамо» Загреб и «Хайдуком». 29 мая 2018 года Исмайли дебютировал в составе сборной Косово, выйдя в стартовом составе в товарищеском матче с Албанией. 
7 ноября 2018 года Исмайли получил вызов из сборной Албании для участия в матче Лиги наций УЕФА 2018/2019 против Шотландии и товарищеский игре с Уэльсом.
| № | Дата        | Оппонент | Счёт | Голы | Пасы | Карточки | Минуты | Соревнование      |
| - | ----------- | -------- | ---- | ---- | ---- | -------- | ------ | ----------------- |
| 1 | 29 мая 2018 | Албания  | 3:0  | —    | —    | —        | 90'    | Товарищеский матч |

Итого: сыграно матчей: 1 / забито голов: 0; победы: 1, ничьи: 0, поражения: 0.
| №  | Дата             | Оппонент  | Счёт | Голы | Пасы | Карточки | Минуты | Соревнование             |
| -- | ---------------- | --------- | ---- | ---- | ---- | -------- | ------ | ------------------------ |
| 1  | 17 ноября 2018   | Шотландия | 0:4  | —    | —    | —        | 63'    | Лига наций 2018/2019 (C) |
| 2  | 20 ноября 2018   | Уэльс     | 1:0  | —    | —    | —        | 90'    | Товарищеский матч        |
| 3  | 22 марта 2019    | Турция    | 0:2  | —    | —    | 45'      | 90'    | Отбор ЧЕ-2020 (группа H) |
| 4  | 25 марта 2019    | Андорра   | 3:0  | —    | —    | —        | 90'    | Отбор ЧЕ-2020 (группа H) |
| 5  | 8 июня 2019      | Исландия  | 0:1  | —    | —    | —        | 90'    | Отбор ЧЕ-2020 (группа H) |
| 6  | 11 июня 2019     | Молдова   | 2:0  | —    | —    | —        | 90'    | Отбор ЧЕ-2020 (группа H) |
| 7  | 7 сентября 2019  | Франция   | 1:4  | —    | —    | —        | 90'    | Отбор ЧЕ-2020 (группа Н) |
| 8  | 10 сентября 2019 | Исландия  | 4:2  | —    | —    | —        | 90'    | Отбор ЧЕ-2020 (группа H) |
| 9  | 11 октября 2019  | Турция    | 0:1  | —    | —    | —        | 90'    | Отбор ЧЕ-2020 (группа H) |
| 10 | 14 октября 2019  | Молдова   | 4:0  | —    | —    | —        | 89'    | Отбор ЧЕ-2020 (группа H) |

Итого: сыграно матчей: 10 / забито голов: 0; победы: 5, ничьи: 0, поражения: 5.